# Nalot (leśnictwo)

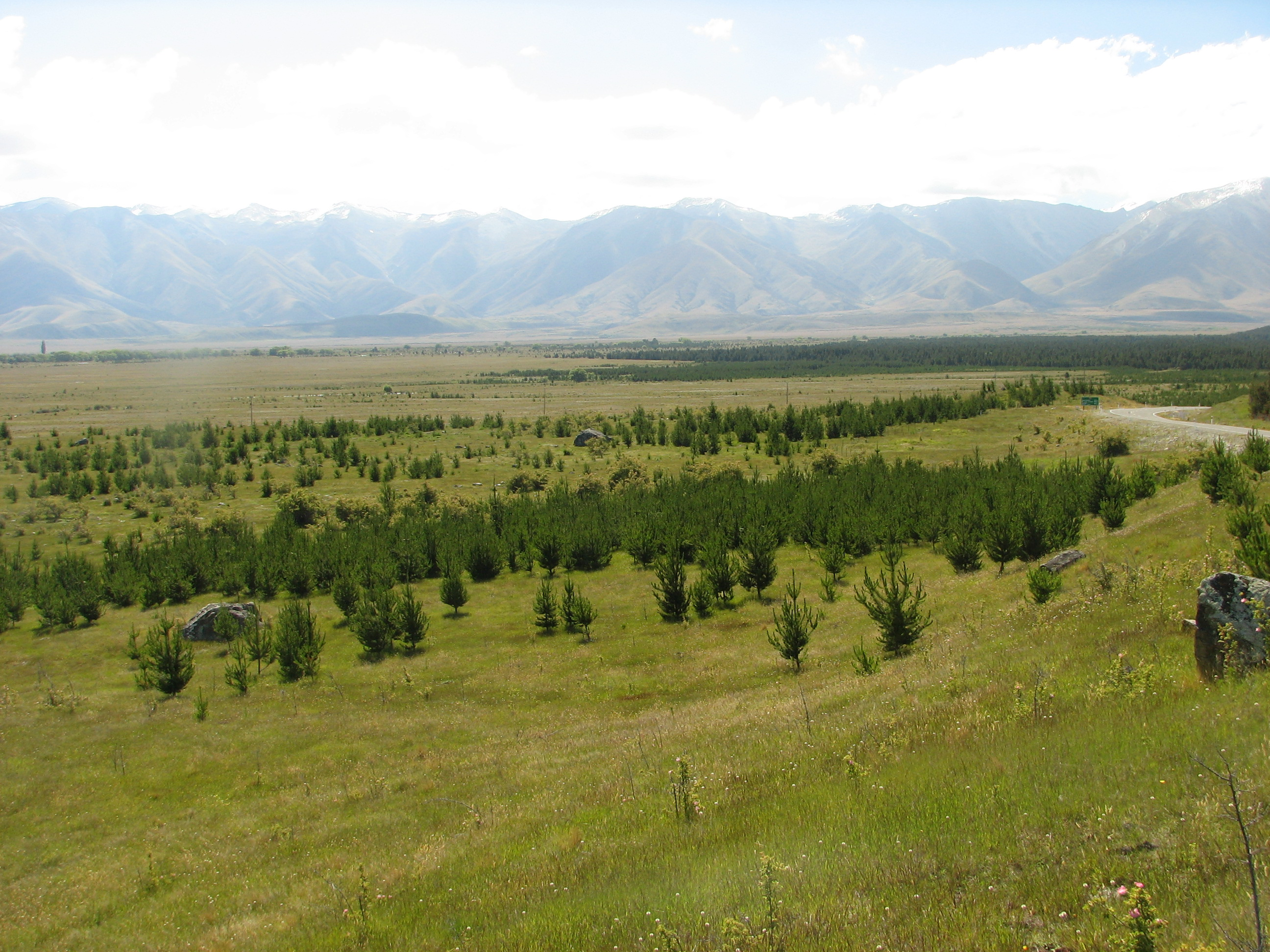
Nalot sosnowy w Nowej Zelandii

Nalot – jedna z pierwszych faz rozwoju drzewostanu obejmująca drzewka pochodzące z samosiewu i nieprzekraczające zazwyczaj wysokości runa leśnego. Faza ta obejmuje okres życia drzewostanu od samozasiewu do 20 lat.
W uprawach leśnych nalot jest zazwyczaj niepożądany i jest usuwany, aby zrobić miejsce dla nasadzeń planowych, często monokulturowych. W wielu miejscach jednak nalot jest akceptowany przez leśników, np. jako naturalny sposób zalesiania terenów rekultywowanych, lub wręcz pożądany, np. w Puszczy Białowieskiej (również poza Parkiem Narodowym) jako element przywracania pierwotnego naturalnego charakteru lasu.
Nalot może też być rozumiany jako jedna z niższych warstw w pionowej strukturze lasu pomiędzy podszytem a podrostem. Wówczas jako kryterium kwalifikowania siewki do nalotu przyjmuje się górną granicę wzrostu do 0,5 m.

## Skład gatunkowy nalotu na terenie Polski
To, jakie gatunki drzew pojawiają się w nalocie, zależy od charakteru zalesianego terenu. Można to prześledzić na przykładzie obszaru nadmorskich wrzosowisk bażynowych:
- naturalne środowiska niezaburzone działalnością człowieka (wiatrołomy, pogorzeliska leśne i in.) – dominuje sosna zwyczajna;
- tereny przeobrażone działalnością człowieka poddawane naturalnej rekultywacji – brzoza brodawkowata, dąb szypułkowy, jarząb pospolity, sosna zwyczajna, topola osika, wierzba iwa.